# 두산건설 (1960년)
두산건설(Doosan Engineering & Construction)은 대한민국의 건설 기업으로 두산그룹의 계열사이다. 1960년 설립되어 도로, 철도, 교량, 항만, 건축물, 주거시설 등의 사회 인프라 시설들을 건립했다.

## 연혁
- 1960년 7월 1일 불입 자본금 5백만원으로 회사 설립
- 1961년 3월 10일 건설업 면허 취득(제1488호)
- 1975년 11월 27일 우리사주조합 결성
- 1975년 12월 9일 주식 상장
- 1976년 2월 16일 이집트 카이로 공사 수주 진출
- 1976년 6월 18일 해외건설업(토목공사업2호, 건축공사업3호) 면허취득
- 1976년 8월 31일 해외건설 특수공사 면허 취득
- 1977년 8월 1일 사우디아라비아 공사수주 진출
- 1978년 11월 25일 사우디아라비아 리야드지점 설치
- 1978년 12월 21일 카이로 현지법인 설치
- 1980년 6월 11일 해외건설 전기공사 면허취득
- 1980년 8월 23일 뉴욕지점 설치
- 1982년 3월 23일 국내 F.E.D공사 진출(동두천 상수도 정수 시설공사)
- 1982년 6월 18일 철탑산업훈장 수상
- 1987년 8월 18일 두산기업 출자(30억원)
- 1989년 10월 6일 중앙고속도로 (제7공구) 공사수주 (262억 2900만원)
- 1990년 6월 17일 기업부설연구소 인정 (과학기술처)
- 1990년 11월 14일 전국품질관리대회 연구팀장 VE부문 최우수상 수상
- 1990년 12월 8일 제2경인고속도로 2공구 수주(245억원)
- 1992년 5월 12일 제2경인고속도로 1공구 수주 (512억 8200만원)
- 1993년 2월 26일 제33회 정기주주총회를 통해 두산건설주식회사로 상호 변경
- 1993년 10월 8일 구로 제6구역 재개발사업 수주 (754억 8700만원)
- 1994년 4월 16일 봉천동 8구역 재개발사업 수주 (1,700억원)
- 1994년 6월 21일 이집트 아스완호텔공사 수주(224억원)
- 1994년 6월 22일 분당선 왕십리-분당간 복선전철 노반시설공사 제5공구 수주 (467억 2천만원)
- 1994년 7월 9일 석관동 두산아파트 신축공사 사업승인 (1,500억원)
- 1994년 10월 21일 충남 서산단지 개발사업 수주 (약 1,000억원)
- 1995년 1월 16일 잠실시영아파트 재건축사업수주(1,250억원)
- 1995년 6월 30일 서울외곽순환도로 제10공구 건설공사 수주(227억원)
- 1996년 3월 26일 경부고속철도 제1-1공구 노반시설기타공사 수주(693억)
- 1996년 11월 15일 대전-진주간 고속도록 제3공구 수주(463억)
- 1997년 3월 11일 중부고속도로 확장공사 수주(하남-호법간) (761억)
- 1997년 7월 1일 공공공사 수주금액 1조원 돌파
- 1997년 9월 10일 중부내륙고속 5공구(여주-구미) 수주(907억)
- 1997년 12월 5일 대전도시철도 1-2공구 수주(290억)
- 1998년 2월 13일 서울외곽 10공구 우수시공업체로 선정
- 1998년 6월 30일 두산개발(주) 건설부문 영업 양수
- 1998년 11월 1일 이화령터널 준공(3년11개월 소요)
- 1999년 6월 11일 중부내륙고속도로6-1공구 수주(444억원)
- 1999년 12월 6일 광주순환도로 우선협상자지정
- 2000년 6월 2일 월곡Hill's Vill 두산아파트 국내최초 그린빌딩 시범인증 아파트 선정
- 2000년 12월 12일 한국중공업 인수 성공
- 2001년 5월 4일 두산엔지니어링 합병
- 2001년 7월 13일 잠실시영아파트 재건축공사 수주(1,385억원)
- 2001년 12월 4일 고속국도 제1호선 부산 ~ 언양간 확장공사 수주(950억원)
- 2002년 4월 9일 분당구 정자동 두산 위브 센티움 오피스텔 신축공사 수주(1,924억원)
- 2002년 4월 20일 부산 해운대 주공아파트 재건축 공사 수주(1,100억원)
- 2002년 5월 30일 경부고속철도 11-1공구 노반 신설공사 수주(865억원)
- 2002년 6월 5일 경부고속철도 14-1공구 노반 신설공사 수주(1,135억원)
- 2002년 10월 8일 경부고속철도 10-5공구 노반 신설공사 수주(678억원)
- 2003년 2월 8일 경부고속철도 제11-4공구 노반신설 기타공사 수주(405억원)
- 2003년 2월 18일 부산~거제간 연결도로 민간투자사업 실시협약 체결(1,734억원)
- 2003년 3월 18일 가음정 주공아파트 재건축공사 수주(1,022억원)
- 2003년 6월 24일 안양 석수 한신아파트 재건축공사 수주(888억원)
- 2003년 7월 16일 매일경제신문 2003년 '살기 좋은 아파트' 최우수상 수상
- 2003년 8월 22일 고려산업개발(주) M&A를 위한 양해각서(MOU) 체결
- 2003년 10월 15일 부천 중동 주거복합 신축공사(2공구) 수주(2,078억)
- 2003년 12월 31일 대전광역시 2003년도 우수시공업체 선정
- 2004년 2월 13일 고려산업개발(주)와의 피 흡수합병 계약 체결
- 2004년 3월 26일 고려산업개발(주)와의 피 흡수 합병 계약체결 주주총회 승인
- 2004년 4월 30일 고려산업개발(주)으로 피 흡수 합병
- 2004년 5월 6일 두산건설(주) 해산등기